# برونیکا کاسترو
برونیکا کاسترو (اسپانیایی: Verónica Castro‎؛ ‏ تلفظ اسپانیایی: [beˈɾonika ˈkastɾo]؛ ‏ زادهٔ ۱۹ اکتبر ۱۹۵۲) بازیگر، خواننده، تهیه‌کننده موسیقی، مجری و مدل پیشین اهل مکزیک است. وی دانش‌آموختهٔ رشتهٔ روابط بین‌الملل است و از سال ۱۹۷۱ میلادی تاکنون مشغول فعالیت بوده‌است.
از فیلم‌ها یا مجموعه‌های تلویزیونی که وی در آن‌ها نقش داشته‌است، می‌توان به زنان قاتل و چاقوکش‌ها اشاره نمود.